# Lutz Kleinhans
Georg Ludwig (gen. Lutz) Kleinhans (* 31. März 1926 in Neu-Isenburg; † 7. Juni 2011 in Frankfurt am Main) war ein deutscher Fotograf und Bildjournalist.

## Leben und Werk
Georg Kleinhans begann nach dem Abitur 1946 am humanistischen Leibniz-Gymnasium in Offenbach am Main ein naturwissenschaftliches Studium an der Frankfurter Universität. Sein Studium finanzierte er als Fotograf und ab 1949 konnte er Arbeiten in verschiedenen Tageszeitungen im Rhein-Main-Gebiet unterbringen. 1950 machte Kleinhans diese Tätigkeit zu seinem Hauptberuf. Von 1953 bis 1957 war er als Fotograf für die Frankfurter Rundschau tätig. Von 1973 bis 1993 arbeitete er als festangestellter Fotograf und Bildredakteur für die Frankfurter Allgemeine Zeitung. Nebenher wirkte er als Fotograf für große Frankfurter Firmen wie die Deutsche Bank. Kleinhans dokumentierte über vierzig Jahre die Entwicklung Frankfurts, dessen Stadtbild und deren gesellschaftliches Leben in ungezählten Fotografien.

„Er kannte die Strukturen und die Menschen, vom selbst kelternden Ebbelweiwirt bis zum Vorstandsvorsitzenden, von der Wurstverkäuferin in der Kleinmarkthalle bis zum Stardirigenten. Zugleich dachte er journalistisch, er gewann den ewigen Jahreszyklen des Lokaljournalismus immer wieder neue Seiten und überraschende Einfälle ab.“

Zu seinem 80. Geburtstag fand 2006 in der Frankfurter Alten Oper eine Ausstellung mit seinen Fotografien statt, die das Erscheinungsbild dieses Gebäudes seit den 1960er Jahren dokumentierte. 1982 erhielt er für seine Verdienste das Bundesverdienstkreuz am Bande. Kleinhans wurde auf dem Frankfurter Südfriedhof beigesetzt.

## Bildbände
- 150 Momente der Deutschen Bank. Herausgegeben im Auftrag der Historischen Gesellschaft der Deutschen Bank von Martin Lothar Müller und Reinhard Frost. Einleitung von Peter Lückemeier. Societäts-Verlag, Frankfurt am Main 2020, ISBN 978-3-95542-359-9.
- Frankfurt. Weidlich, Würzburg 1986, ISBN 978-3-8035-1297-0.
- Frankfurt auf einen Blick. Vorwort Günther Vogt. Rolf Müller, Hamburg 1980, ISBN 978-3-920953-17-5.
- Frankfurt. (Mit Texten von Siegfried Diehl, Frank Gotta, Hilmar Hoffmann, Hans-Otto Schembs). Weidlich, Frankfurt am Main 1971, ISBN 3-8035-0341-8.